# Pelargonium odoratissimum

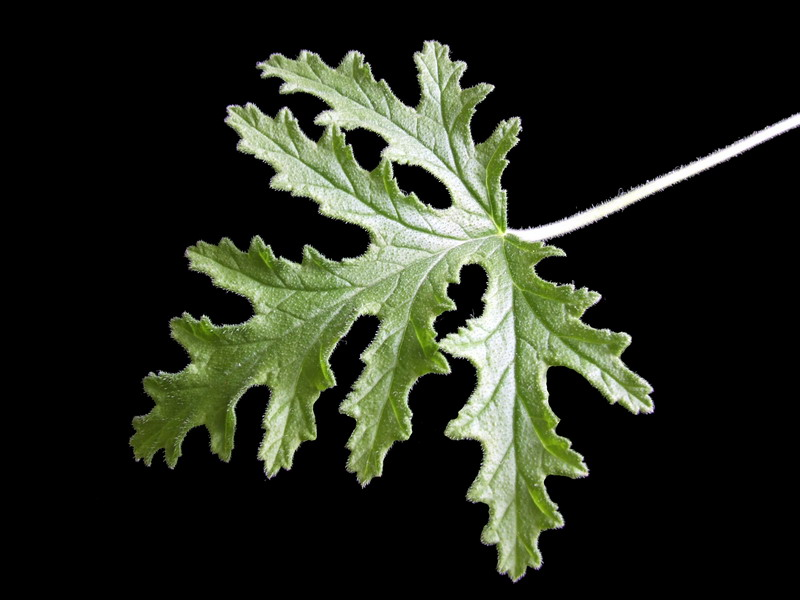
Fulles

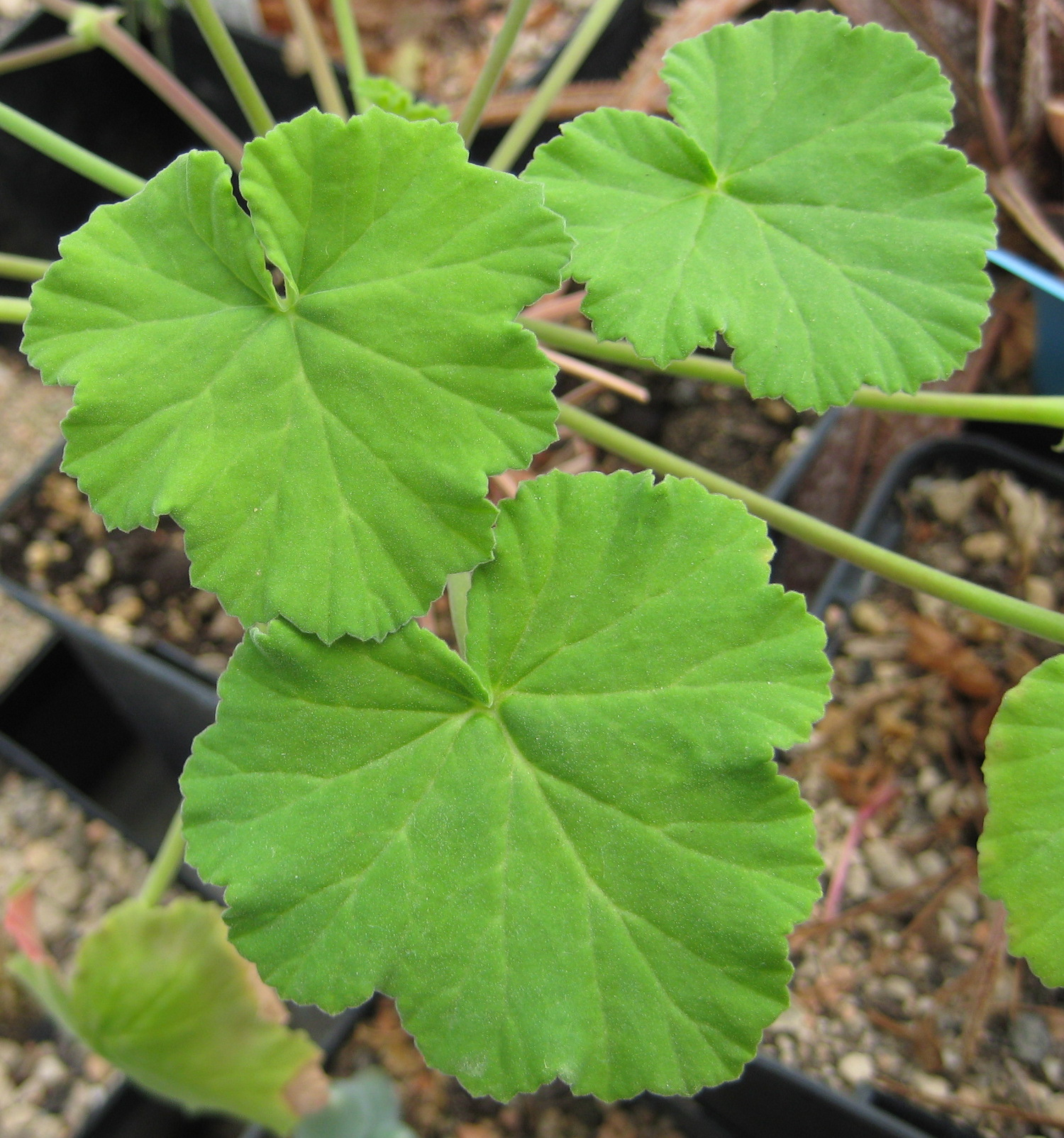
Fulles

Pelargonium odoratissimum és una espècie de planta fanerògama de la família de les geraniàcies, endèmica de Sud-àfrica.

## Descripció
L'espècie creix com un petit arbust amb arrels suculentes i mesura 30 cm d'alçada. Posseeix fulles simples disposades en rosetes de color verd poma amb forma de cor o circular amb osques per sobre de lòbuls poc profunds. Desprenen una olor dolça de poma-menta al tocar-les. La inflorescència és ramificada amb 4-10 flors. Els 5 pètals són de color blanc a rosa clar. Els dos primers són espatulats i estan molt junts. Tenen una marca porpra primaveral i es dobleguen cap enrere i cap a la punta 90 graus.

## Usos
A més de ser una magnífica planta d'interior o perenne a l'aire lliure segons el clima, Pelargonium odoratissimum té un altre ús: s'utilitza pels seus efectes astringents, tònics i antisèptics. S'utilitza internament per a la debilitat, gastroenteritis i hemorràgia; i externament per a les afeccions de la pell, lesions i infeccions de neuralgia i gola. És una de les espècies de les que s'extreu l'oli de gerani. L'oli essencial s'utilitza en aromateràpia i té un saborós aroma de poma. També s'utilitza per equilibrar el sistema hormonal, el flux menstrual i netejar el cos de toxines.

## Taxonomia
Pelargonium odoratissimum va ser descrita per (L.) L'Hér. i publicada a Hortus Kewensis; or, a catalogue. .. 2: 419. 1789.

### Etimologia
- Pelargonium: nom genèric que deriva del grec Pelargos (cigonya), fent al·lusió a la fruita amb la forma de bec de l'au.[2]
- odoratissimum: epítet llatí que significa "molt aromàtic".[3]

### Sinonímia
- Geraniospermum odoratissimum (L.) Kuntze
- Geranium odoratissimum L.[4]